# Marion Popenoe de Hatch
Marion Popenoe de Hatch (26 de octubre de 1930, Guatemala) es una arqueóloga guatemalteca con origen estadounidense e inglés. Es conocida por sus grandes aportes en la arqueología maya, su interés en el avance científico de esta disciplina y por su trabajo en la docencia guatemalteca.

## Trayectoria
Su padre, Frederick Wilson Popenoe, fue un agrónomo, botánico y horticultor estadounidense, conocido por ser el fundador de la escuela agrícola Zamorano, Honduras en 1941 y también por ser impulsor de la agricultura en Centroamérica. Su madre, Dorothy Kate Hughes, era una botánica inglesa con interés en la arqueología. Realizó investigaciones en sitios arqueológicos como Tenampúa, Cerro Palenque y Playa de los Muertos, Honduras. Los padres de la Doctora Hatch se conocieron en 1923 en el Herbario Nacional de Estados Unidos (United States National Herbarium), meses después se casaron. En 1925 se trasladaron a Honduras debido al nuevo trabajo de Wilson Popenoe como director de experimentos agrícolas tropicales en la United Fruit Company. Después de los trabajos realizados en Honduras, en 1929 los Popenoe compraron las ruinas de una casa del sigo XVII en Antigua Guatemala, residiendo en la ciudad colonial de forma definitiva. Hoy en día la casa es conocida como “La Casa Popenoe” y forma parte del atractivo turístico y cultural del lugar.
La doctora Marion Popenoe de Hatch vivió hasta los dos años de edad en Guatemala, sin embargo, después de la muerte de su madre en diciembre de 1932, se trasladó a Maryland. Allí estudió los primeros años de escuela en Silver Spring. Regresó a Guatemala y la educación media la recibió en el Colegio Lehnsen, del cual se graduó en 1948. Posteriormente, se trasladó de nuevo a los Estados Unidos, donde en 1953 obtuvo un B.A. en Relaciones Internacionales de la Universidad de California en Berkeley. Ese mismo año contrajo matrimonio con Richard Lee Hatch, y tuvieron dos hijas: Dorothy y Carolyn Hatch. Su interés por la arqueología surgió al leer los trabajos que su madre había realizado en los sitios arqueológicos de Honduras. No obstante, no fue hasta después del fallecimiento de su esposo en 1967, que ingresó de nuevo a la Universidad de California en Berkeley para obtener un B.A. en Antropología en 1970 y un Ph.D. en Antropología en 1974.

### Investigación
Su carrera arqueológica en Guatemala fue guiada por Edwin M. Shook. Ambos trabajaron en sitios arqueológicos como Monte Alto, La Blanca, El Bálsamo, San Andrés Semetabaj y Salinas Tilapa. En estos proyectos fungió como asistente de análisis cerámico, especializándose a lo largo de su carrera en la cerámica del Altiplano y la Costa Sur de Guatemala. Su aporte más importante en la arqueología guatemalteca es la creación del análisis tipo Vajilla, el cual se basa en la identificación de tipos cerámicos a través de su pasta. En 1977 comenzó su carrera como docente cuando ingresó a la Universidad de San Carlos de Guatemala. En 1982 ayudó a fundar la carrera de Arqueología en la Universidad del Valle de Guatemala (UVG), siendo nombrada directora del departamento ese mismo año. Su interés en la educación quedó plasmado en la Universidad del Valle, ya que utilizó sus conexiones con Universidades extranjeras para la implementación de ayudas financieras hacia los estudiantes. También ayudó a sus alumnos de último año a obtener becas para estudios de posgrado en el extranjero.

#### Arqueología Costa Sur
En 1992 y 1993 Marion Popenoe de Hatch dirigió el Proyecto Arqueológico “La Garrucha” de la Universidad del Valle de Guatemala. En este proyecto se analizó el movimiento de la población Naranjo hacia el área de La Gomera, Escuintla, ayudando a comprender los procesos sociales que se realizaron en la Costa Pacífica durante el período Preclásico Tardío (400 a. C.-200 d. C.) y primera parte del Clásico Temprano (300 a. C.-400 d. C.). Este proyecto fue utilizado como entrenamiento para los estudiantes de arqueología de la Universidad, dando inicio a una forma de enseñanza que hoy en día se continúa utilizando. Otra contribución fue su trabajo en el Proyecto Arqueológico Tak´alik Ab´aj, donde realizó la primera reconstrucción histórica por medio de la cerámica. Este trabajo es altamente importante no solo por la información proporcionada, sino también por el grado de dificultad que el material presentaba al estar en un área donde la conservación no es adecuada para los objetos prehispánicos. En este sitio, la Marion Popenoe de Hatch también realizó investigaciones arqueoastronómicas, interpretando el uso de diferentes edificios y monumentos relacionados con observaciones de cuerpos y fenómenos celestes.

#### Arqueología del Altiplano
Ha trabajado en diversos sitios del Altiplano guatemalteco realizando análisis cerámicos, que han ayudado a comprender la cronología y gran parte del aspecto cultural que se daba en estos lugares. En 1978 junto a Jamie K. Donaldson y bajo la dirección de Edwin M. Shook, realizó la primera investigación arqueológica en el sitio Semetabaj en el municipio de San Andrés Semetabaj, Sololá. El Informe publicado al año siguiente, sigue siendo fundamental en el conocimiento de la arqueología de la Cuenca del Lago Atitlán, contando además, con las primeras dataciones por Carbono 14 en la región.  Desde el año 2003 ha colaborado activamente en el análisis de la cerámica obtenida por subsecuentes proyectos en dicho sitio bajo la Universidad del Valle de Guatemala y su Centro de Investigaciones Arqueológicas y Antropológicas (CIAA). Otra colaboración importante se dio con el Proyecto de Salvamento Arqueológico del Valle del Río Chixoy, del Centro Nacional de la Investigación Científica (CNRS) y el Instituto de Etnología de París, junto a Alain Ichon a inicios de los años ochenta.El acercamiento a los materiales de esta región, y de otros excavados por la Misión Francesa, la llevaría a proponer la existencia de una tradición cerámica a la cual nombraría como Solano. Posteriormente, Marion Popenoe de Hatch, lograría la identificación de ésta con grupos quicheanos e incluso sugiriendo su deriva posterior en los tres grupos lingüísticos de esta rama a través de la identificación de distintas vajillas cerámicas. El trabajo más importante lo realizó en el sitio arqueológico Kaminaljuyu (proyectos Kaminaljuyu/San Jorge y Miraflores II). Durante el tiempo que trabajó en el sitio perfeccionó la secuencia cronológica que Shook había desarrollado; además realizó estudios de ingeniería hidráulica que ayudaron a comprender la función de los cuerpos de agua, así como canales artificiales presentes en el sitio. Estos estudios duraron hasta el 2004.

## Reconocimientos
- 1970 Premio McCown en Antropología Universidad de Berkeley, California.

- 1970 Phi Beta Kappia Asociación de Honor de los Estados Unidos

- 1970-1973 Beca especial para estudios de Posgrado Universidad de Berkeley, California.

- 1972 Beca para investigación calendario maya	Fundación Wenner Gren.

- 1973 Beca para investigación textos jeroglíficos Quiriguá Fundación Wenner-Gren.

- 1973 Beca NDEA Title IV estudios de posgrado.

- 1973 Beca de estudios de Latinoamérica para investigación tesis doctoral Universidad de Berkeley, California.

- 1974 Beca de la decanatura para estudios de posgrado Universidad de Berkeley, California.

- 1977 Nombramiento Investigadora adjunta en la Archaeological Research Facility	Universidad de Berkeley, California.

- 1978-1980	Nombramiento como miembro de la junta Directiva	Instituto Guatemalteco Americano.

- 1982	Nombrada Directora del Departamento de Arquelogía UVG Universidad del Valle de Guatemala.

- 1982 Titular de la Cátedra Madeleine y Alfred V. Kidder UVG Universidad del Valle de Guatemala.

- 1986-presente Miembro Correspondiente	Academia de Geografía e Historia de Guatemala.

- 1989 Medalla por aportes a la arqueología (trabajo en sitios arqueológicos Kaminaljuyu/San Jorge) Ministerio de Cultura y Deportes de Guatemala.

- 2008 Galardonada como Guatemalteca Ilustre en la Categoría Científica - Galardón Guatemaltecos Ilustres de Seguros Universales.

- 2010 Premio Orden Pop por su ardua labor en la investigación y docencia arqueológica Museo Popol Vuh.

- 2014	Medalla Nacional de Ciencia y Tecnología	Consejo Nacional de Ciencia y Tecnología (CONCYT).

- 2018	Creación y adquisición de la Orden Marion Popenoe de Hatch Comisión Sociocultura de la Antigua Guatemala.

- 2019 Universidad del Valle de Guatemala.

## Publicaciones
- 1971 An hypothesis on Olmec astronomy, with special reference to the site of La Venta. Contributions of the Archaeological Research Facility, no. 13. University of California, Berkeley.

- 1975 An astronomical calendar in a portion of the Madrid Codex. En Archaeoastronomy in Pre-Columbian America, editado por A. Aveni. University of Texas Press. Austin.

- 1978 (con E.M. Shook) The Ceramics of El Balsamo, Guatemala. Journal of New World Archaeology, vol. IlI, no. I. University of California Los Angeles.

- 1980 (con E.M. Shook y J. K. Donaldson) The Excavations at the site of Semetabaj, Department of Solola, Guatemala. Contributions of the Archaeological Research Facility, no. 41. University of California, Berkeley.

- 1980 (con E.M. Shook) The Early Preclassic Sequence of the Ocos-Salinas La Blanca area, South Coast of Guatemala. Contributions of the Archaeological Research Facility, no. 41. University of California, Berkeley.

- 1982 The Identification of Rulers at Quirigua. Journal of New World Archaeology, vol. V, no. 1. University of California, Los Angeles.

- 1982 La Ceramique de Los Encuentros. Archeologie de Sauvetage dans la Vallee du Rio Chixoy, pp.97-150, editado por A. Ichon. Centre National de la Recherches Scientifique R.C.P 500. Institut D'Ethnologie, Paris.

- 1983 Una Secuencia de las Esculturas de Monte Alto. Perspectiva, no. 2. Universidad de San Carlos de Guatemala.

- 1984 (con Donaldo Castillo V.) Un Método Simplificado para la Clasificación de Cerámica en Arqueología. Nacxit, Revista de Estudiantes. Escuela de Historia, Universidad de San Carlos, Guatemala.

- 1987 "Proyecto Tiquisate": Recientes Investigaciones Arqueológicas en la Costa Sur de Guatemala. Cuadernos de Investigación, No. 2-87. Universidad de San Carlos de Guatemala.

- 1987 Un Análisis de las Esculturas de Santa Lucía Cotzumalguapa. Mesoamérica, No. 14. Centro de Investigaciones Regionales de Mesoamérica, Antigua, Guatemala.

- 1987 Algunas Observaciones sobre el Patrón de Textos Jeroglíficos en Quiriguá y Copán. Asociación Tikal de Guatemala.

- 1987 La importancia de la Cerámica Utilitaria en Arqueología, con Observaciones sobre la Prehistoria de Guatemala. Anales de Geografía e Historia de Guatemala, Tomo LXI: 151-183.

- 1988 "La Autobiografía de un Cántaro en Kaminaljuyú/San Jorge." Primer Simposio sobre Investigaciones Arqueológicas en Guatemala, pp. 85-90. Museo Nacional de Arqueología y Etnología de Guatemala.

- 1989 "A Seriation of Monte Alto Sculptures". New Frontiers in the Archaeology of the Pacific South Coast of Southern Mesoamerica, editado por F. Bove y L. Heller. Anthropological Research Papers No. 59, Arizona State University, pp. 25-41.

- 1989 "An Analysis of the Santa Lucía Cotzumalguapa Sculptures." New Frontiers in the Archaeology of the Pacific South Coast of Southern Mesoamerica, editado por F. Bove y L. Heller. Anthropological Research Papers No. 59, Arizona State University, pp. 167-194.

- 1989 Observaciones sobre el Desarrollo Cultural Prehistórico en la Costa Sur de Guatemala. "Investigaciones arqueológicas en la Costa Sur de Guatemala, editado por D. S. Whitley and M. P. Beaudry. Institute of Archaeology, University of California, Los Angeles. Monograph 31.

- 1991 Comentarios sobre la Cerámica de Abaj Takalik. Il Simposio sobre Investigaciones Arqueológicas en Guatemala. Museo Nacional de Arqueología y Etnología de Guatemala.

- 1991 El Protoclásico: Nueva Evidencia de Kaminaljuyú. I Simposio sobre Investigaciones Arqueológicas en Guatemala. Museo Nacional de Arqueología y Etnología de Guatemala.

- 1992 Reconocimiento Arqueológico en la Periferia de Abaj Takalik. IV Simposio sobre Investigaciones Arqueológicas en Guatemala. Museo Nacional de Arqueología y Etnología de Guatemala.

- 1993 (con M. Sánchez, T. Barrientos, M. A. Godoy y C. Herrera) El Proyecto La Garrucha, Departamento de Escuintla: Junio-Julio 1992. U tz´ib, vol. 1, no. 4. Asociación Tikal. Guatemala.

- 1993 (con M. Sánchez y Tomás Barrientos Q.) Evidencia de Una Muerte Violenta hace 1600 Años en la Costa Sur de Guatemala. Revista de la Universidad del Valle de Guatemala, número 3.

- 1993 Cambios Culturales Reflejados en la cerámica de Kaminaljuyú durante los Períodos Preclásico y Clásico Temprano. Segundo y Tercer Foro de Arqueología de Chiapas, Serie Memorias. Instituto Chiapaneco de Cultura, Chiapas, México.

- 1993 Observaciones Adicionales sobre las Tradiciones Naranjo y Achiguate en la Costa Sur de Guatemala. VI Simposio sobre Investigaciones Arqueológicas en Guatemala. Museo Nacional de Arqueología y Etnología de Guatemala.

- 1994 (con M. Sánchez y T. Barrientos) El Proyecto La Garrucha, Departamento de Escuintla, (segunda parte). U t'zib, vol.1, no. 6. Asociación Tikal, Guatemala.

- 1994 Relaciones entre el Altiplano y la Costa Sur de Guatemala durante el Preclásico. Apuntes Arqueológicos, vol. 4, no. 1:21-36. Universidad de San Carlos de Guatemala.

- 1994 Reseña: Cerro Palenque: Power and Identity on the Maya Periphery, by Rosemary A. Joyce, 1991. Mesoamérica, no. 28. CIRMA, Antigua, Guatemala.

- 1996 a La Arqueología del Altiplano de Guatemala: Preclásico. Piezas Maestras Mayas, Colección Galería Guatemala, Tomo 3. Fundación Granai & Townson. Guatemala.

- 1996 Evidencia Arqueológica de un sistema de cuentas en Kaminaljuyú. Revista de la Universidad del Valle de Guatemala, no. 6.

- 1997 Kaminaljuyú/San Jorge: Evidencia Arqueológica de Actividad Económica en el Valle de Guatemala, 300 a.C. a 450 .C. Universidad del Valle de Guatemala.

- 1997 Un Estudio de Tiestos Cortados en Kaminaljuyú Miraflores. X Simposio sobre Investigaciones Arqueológicas en Guatemala. Museo Nacional de Arqueología y Etnología de Guatemala.

- 1998 Los K'iche-Kaqchikel en el Altiplano Central de Guatemala: Evidencia Arqueológica en el Período Clásico. Mesoamérica, no. 35. Centro de Investigaciones Regionales de Mesoamérica, Antigua, Guatemala.

- 1999 "El Desarrollo en el Noroccidente de Guatemala desde el Preclásico hasta el Postclásico", en XII Simposio de Investigaciones Arqueológicas en Guatemala. Museo Nacional de Arqueología y Etnología. Guatemala.

- 1999 "La agricultura precolombina en el Altiplano de Guatemala y la vitalidad maya" Estudios Sociales No. 59, Segundo Congreso de Estudios Mayas. Universidad Rafael Landívar. Guatemala.

- 1999 Historia General de Guatemala. Jorge Luján Muñoz, Director General. Tomo 1, Epoca Prehispánica, Marion Popenoe de Hatch, Directora. Asociación de Amigos del País, Fundación para la Cultura y el Desarrollo. Guatemala.

- 2000 (con Christa Schieber de Lavarreda, Edgar Carpio Rezzio, Miguel Orrego Corzo, José Héctor Paredes y Claudia Wolley."Observaciones sobre el desarrollo cultural en Abaj Takalik, Departamento de Retalhuleu, Guatemala". XIII Simposio de Arqueología en Guatemala. Museo Nacional de Arqueología y Etnología. Pp.159-170.

- 2000 Rescate, manejo y conservación del patrimonio cultural y natural, desde el punto de vista de una arqueóloga. Congreso Nacional Sobre Lineamientos de Políticas Culturales: Informe Final. Ministerio de Cultura y Deportes. Guatemala.

- 2000 Obituario: Edwin M. Shook: Noted Archaeologist and Dear Friend. The Pari Journal, vol. 1, No. 1.

- 2000 Kaminaljuyú Miraflores II: La naturaleza del cambio político al final del Preclásico. X111 Simposio de Arqueología en Guatemala. Museo Nacional de Arqueología y Etnología, pp.11-28.

- 2001 (con Matilde Ivic de Monterroso "Guatemala", en Encyclopedia of Archaeology, editado por Tim Murray. ABC CLIO, Inc.

- 2001 (con Christa Schieber de Lavarreda.) Una revisión preliminar de la historia de Abaj Takalik, Departamento de Retalhuleu XIV Simposio de Arqueología en Guatemala. Museo Nacional de Arqueología y Etnología. Pp. 1149-1165.

- 2001 Entradas sobre Kaminaljuyu y Uaxactun. Archaeology of Ancient Mexico and Central America, an Encyclopedia. Edited by Susan Toby Evans and David L. Webster. Garland Publishing, Inc.

- 2001 Cédulas de objetos arqueológicos para la Exposición en España y otra en China.

- 2002 (con Matilde Ivic de Monterroso) Algunas Reflexiones sobre la Etnohistoria y la Arqueología de los K'iche'. Memoria IV Encuentro Nacional de Historiadores. Guatemala, pp. 21-25.

- 2002 "Climate and technological innovation at Kaminaljuyú", Guatemala. Ancient Mesomerica 13: Cambridge University Press

- 2002 Evidencia de un Observatorio Astronómico en Abaj Takalik. XV Simposio de Arqueologia en  Guatemala: p. 437-458. Museoo Nacional de Arqueología y Etnología.

- 2002 New Perspectives on Kaminaljuyú, Guatemala: Regional Interaction during the Preclassic and Classic Periods. Incidents in Archaeology: Essays in Honor of Edwin Shook. University Press of America.

- 2003 La Cerámica del Altiplano Noroccidental de Guatemala, La Lagunita y la Tradición Cerámica Solano: Algunas Comparaciones. Misceláneas…. en honor de Alain Ichon. Centro Francés de Estudios Mexicanos y Centroamericanos; Asociación Tikal. Edited by M. Charlotte Arnauld, Alain Breton, Marie-France Fauvet-Berthelot and Juan Antonio Valdés/

- 2003 El Regreso del Felino en Abaj Takalik. XVI Simposio de Arqueologia en Guatemala, 2002.  Museo Nacional de Arqueología y Etnología.

- 2004: Un paso más en entender los inicios de Abaj Takalik. XVII Simposio de Arqueología en Guatemala, 2003. Museo Nacional de Arqueología y Etnología.

- 2004: (con Dra. Barbara Leyden) El Antiguo Ambiente de Tak'alik Ab'aj, según los Análisis de Polen. Revista No. 13, Universidad del Valle de Guatemala.

- 2005 Conquista de Tak'alik Ab'aj. XVIII Simposio de Arqueologia en Guatemala, 2004. Museo Nacional de Arqueología y Etnología, pp. 1037-1043.

- 2005 El Proyecto Parque Kaminaljuyú: Resultados Preliminares del Análisis Cerámico. XVIII Simposio de Arqueología en Guatemala, 2004. Museo Nacional de Arqueología y Etnología. Pp 511-516.

- 2006 Lo Olmeca y lo Maya en Tak'alik Ab'aj: Comentarios sobre Arte, Etnicidad e Ideología. XIX Simposio de Arqueología en Guatemala, 2004, pp.33-40. Museo Nacional de Arqueología y Etnología.

- 2007 The Mesoamerican Preclassic: A View from the South Coast of Guatemala. Papers of the New World Archaeological Foundation, No 68. Provo, Utah.

- 2007 Las Relaciones entre Tak'alik Ab'aj, Chocolá, Semetabaj y Kaminaljuyú: La Evidencia Cerámica. XX Simposio de Arqueología en Guatemala, 2004, pp.33-40. Museo Nacional de Arqueología y Etnología, pp 769-778.

- 2007 "El Análisis Científico de la Cerámica Arqueológica". Revista de la Universidad del Valle de Guatemala, no. 16.

- 2009 El Amanecer Reemplaza a las Estrellas. XXII Simposio de Arqueología en Guatemala, 2004, pp.425-438. Museo Nacional de Arqueología y Etnología.
- Kaminaljuyu/San Jorge: Evidencia Arqueológica de la Actividad Económica en el Valle de Guatemala, 300 a.C. a 450 a.C.